# Ambrassband
Ambrassband (voluit Antifacistische Militante Brassband) is een internationale twaalfkoppige fanfare die werd opgericht in Antwerpen door Gregor Engelen, die tevens frontman is bij het Antwerp Gipsy-Ska Orkestra. Doorheen het bestaan van de band passeerden meer dan 50 muzikanten, waaronder Enrique Noviello, die nadien El Juntacadáveres zou oprichten.
De Ambrassband ontstond uit Antifare La Familia die werd opgericht in de Antwerpse punk- en krakersbeweging rond Scheld'apen. Een aantal punkers/krakers waaronder Engelen en Lady Angelina richtten in de jaren 1990 deze punkfanfare op na het bekijken van Emir Kusturica's Underground, een film waarin een prominente weg is weggelegd voor een zigeunerfanfare. Uit deze Antifare ontstonden zowel de Ambrassband (in 2002) als Traktor. De Ambrassband ontstond door een samensmelting met het Macedonische Kocani Orkestar.
Vanaf 2004 legde de band zich vooral toe op het spelen van zigeunermuziek aangevuld met klezmer.
De band speelde onder meer op Pukkelpop, North Sea Jazz Festival, de Gentse Feesten, Couleur Café en de Melkweg.

## Discografie
- Schmücks & Schnitzels (2007)
- Stamina (met Donkey Diesel - 2008)
- Simply the best of den Ambrassband (2012)
- Antonelli's garage (2014)